# Pervomaisk
Pervomaisk (del ruso: Первомайск) es una ciudad del óblast de Nizhni Nóvgorod, en Rusia, centro administrativo del raión homónimo. La ciudad se encuentra en la orilla derecha del río Usta, afluente del Vetluga, de la cuenca del Volga, a 183 km al sudoeste de Nizhni Nóvgorod, la capital del óblast. Su población era de 14.731 habitantes en 2009.

## Historia
A mediados del siglo XIX, se construyó un pueblo en las cercanías de una fundición perteneciente a A. N. Karamzín, hijo del famoso histroiador Nikolái Karamzín. El pueblo fue llamado Tashino en honor de la mujer del maestro forjador, Natalia, cuto diminutivo es Tasha. En 1951, el pueblo accedió al estatus de ciudad y fue remobrado como Pervomaisk, que significa "Primero de Mayo".

## Demografía
| 1959   | 1970   | 1979   | 1989   | 2002   | 2008   |
| ------ | ------ | ------ | ------ | ------ | ------ |
| 13 300 | 15 100 | 16 300 | 16 400 | 15 094 | 14 700 |

## Cultura y lugares de interés
A cuatro kilòmetros de Pervomaisk, se encuentra la dolina kárstica Grafinskiye propasti.
A 25 km al norte, dentro del raión, está situada, en un pueblo mencionado por primera vez en el siglo XVI, Bolshói Makatelem, la finca de la familia Karamzin, convertida en parque.

## Economía y transporte
La compañía más importante es la fábrica de equipos neumáticos (crompresores, frenos, etc.) para los vehículos Transpnevmatika, que se desarrolló en la década de 1930 sobre la base de la vieja fundición. Existen además empresas dedicadas al sector textil, al del procesado de madera y a la industria alimentaria.
La ciudad es una terminal de la línea ferroviaria de 55 km que la une a la vía principal Ruzáyevka-Arzamás-Nizhni Nóvgorod.